# Ciego de Ávila (província)
Ciego de Ávila é uma província de Cuba. Sua capital é a cidade de Ciego de Ávila.
A população urbana é de 296.948 habitantes (2002), ou seja, 72,1 % da população total.
Ciego de Ávila é a província mais plana de Cuba, nunca supera mais de 50 metros sobre o nível do mar. Embora haja relativamente poucos rios ao redor da província, há um bom sistema de irrigação subterrânea que torna a área fértil e produtiva. As plantações de cana de açúcar e abacaxi fazem o volume das colheitas locais.
A província foi habitação de grande população de ameríndios e existe lá diversos locais semi-preservados que valem a pena ser visitados. Há também restos de muralhas construídas durante o século XIX, que foram usadas para dividir a ilha durante a guerra da Independência.

## Municípios
- Chambas
- Morón
- Bolivia
- Primero de Enero
- Ciro Redondo
- Florencia
- Majagua
- Ciego de Ávila
- Venezuela
- Baragua